# Cerchiara di Calabria
Cerchiara di Calabria é uma comuna italiana da região da Calábria, província de Cosenza, com cerca de 3.025 habitantes. Estende-se por uma área de 81 km², tendo uma densidade populacional de 37 hab/km². Faz fronteira com Alessandria del Carretto, Cassano allo Ionio, Castrovillari, Civita, Francavilla Marittima, Plataci, San Lorenzo Bellizzi, Terranova di Pollino (PZ), Villapiana.

## Demografia
| Variação demográfica do município entre 1861 e 2011                               |
|                                                                                   |
| Fonte: Istituto Nazionale di Statistica (ISTAT) - Elaboração gráfica da Wikipedia |